# Story (Eric-Clapton-Album)
Story ist ein Kompilationsalbum des britischen Rockmusikers Eric Clapton. Es erschien 1990 unter dem Label Polydor Records.
Das Album beinhaltet Aufnahmen aus den Jahren 1967 bis 1980 von den Alben Disraeli Gears, Wheels of Fire, Layla and Other Assorted Love Songs, Eric Clapton, 461 Ocean Boulevard, E. C. Was Here, Slowhand und Just One Night.

## Titelliste
| Nr. | Titel                              | Autor(en)                            | aus dem Album                       | Länge |
| --- | ---------------------------------- | ------------------------------------ | ----------------------------------- | ----- |
| 1.  | Cocaine                            | J.J. Cale                            | Slowhand                            | 3:35  |
| 2.  | Lay Down Sally                     | Eric Clapton, Marcella Detroit       | Slowhand                            | 3:50  |
| 3.  | Wonderful Tonight                  | Eric Clapton                         | Slowhand                            | 3:39  |
| 4.  | Crossroads                         | Eric Clapton                         | Wheels of Fire                      | 4:12  |
| 5.  | After Midnight                     | J.J. Cale                            | Eric Clapton                        | 3:08  |
| 6.  | I Shot the Sheriff                 | Bob Marley                           | 461 Ocean Boulevard                 | 4:22  |
| 7.  | Further Up The Road (live)         | Don Robey, Joe Veasey                | Just One Night                      | 7:31  |
| 8.  | Rambling On My Mind (live)         | Robert Johnson                       | E. C. Was Here                      | 7:23  |
| 9.  | Layla                              | Eric Clapton, Jim Gordon             | Layla and Other Assorted Love Songs | 7:11  |
| 10. | Next Time You See Her              | Eric Clapton                         | Slowhand                            | 3:59  |
| 11. | Knockin’ on Heaven’s Door          | Bob Dylan                            | –                                   | 4:21  |
| 12. | Sunshine of Your Love              | Eric Clapton, Jack Bruce, Pete Brown | Disraeli Gears                      | 4:11  |
| 13. | Tulsa Time (live)                  | D. Flowers                           | Just One Night                      | 4:01  |
| 14. | Let It Grow                        | Eric Clapton                         | 461 Ocean Boulevard                 | 4:58  |
| 15. | Steady Rollin Man                  | Robert Johnson                       | 461 Ocean Boulevard                 | 3:12  |
| 16. | Have You Ever Loved A Woman (live) | Billy Myles                          | E.C. Was Here                       | 7:50  |
| 17. | Motherless Children                |                                      |                                     | 4:49  |

Die Fassung aus zwei Langspielplatten enthält neben den 16 oben genannten Stücken (in leicht veränderter Reihenfolge) noch ein 17. Stück.

## Rezeption
Break-Out-Kritiker Markus Baro fand die Liedauswahl „optimal gelungen“, alle Schaffensperioden seien vertreten, pure Hits (Wonderful Tonight, Lay Down Sally) ebenso wie mit bluesig-verspielten Passagen angereicherte (Further on up the Road, Have You Ever Loved a Woman, Layla).

## Kommerzieller Erfolg

### Chartplatzierungen
Die Kompilation erreicht Platz 17 der deutschen Albumcharts und blieb insgesamt 16 Wochen in den Charts. In Österreich belegte Story Rang 24 der Ö3 Austria Top 40 und verweilte in diesen acht Wochen lang.
| ChartsChartplatzierungen | Höchstplatzierung | Wochen |
| ------------------------ | ----------------- | ------ |
| Deutschland (GfK)        | 17 (16 Wo.)       | 16     |
| Österreich (Ö3)          | 24 (8 Wo.)        | 8      |

### Auszeichnungen für Musikverkäufe
| Land/Region                  | Auszeichnungen für Musikverkäufe (Land/Region, Auszeichnung, Verkäufe) | Verkäufe |
| ---------------------------- | ---------------------------------------------------------------------- | -------- |
| Finnland (IFPI)              | Gold                                                                   | 25.000   |
| Frankreich (SNEP)            | Gold                                                                   | 100.000  |
| Japan (RIAJ)                 | —                                                                      | 48.000   |
| Niederlande (NVPI)           | Platin                                                                 | 100.000  |
| Schweiz (IFPI)               | Gold                                                                   | 25.000   |
| Vereinigtes Königreich (BPI) | Gold                                                                   | 100.000  |
| Insgesamt                    | 4× Gold · 1× Platin ·                                                  | 398.000  |

Hauptartikel: Eric Clapton/Auszeichnungen für Musikverkäufe